# إذاعة بهائية
منذ عام 1977، قامت الجماعة الدولية البهائية بإنشاء عدة محطات إذاعية في مختلف أنحاء العالم، لا سيما في الأمريكتين. وقد تتضمن البرامج أخبارًا محلية، وموسيقى، ومواضيع تتعلق بالتنمية الاجتماعية والاقتصادية وتنمية المجتمع، وبرامج تعليمية تركز على اللغة والثقافة المحلية للسكان الأصليين، بالإضافة إلى مواد تعريفية وتعميقية عن الديانة البهائية.

## تاريخ
منذ ستينيات القرن العشرين، كان هناك اهتمام بوسائل الإعلام لتعزيز ودعم مشاريع التنمية. وتبع ذلك وجهة نظر مفادها أن خدمة المجتمع تتحقق من خلال مشاركة المجتمع ونشر المعلومات. وقد أدت سلسلة من مؤتمرات اليونسكو إلى تقدم القضايا حتى ع مؤتمر في الإكوادور في عام 1978. وفي ذلك المؤتمر، لخص الباحثون التطورات على هذا المنوال وأشاروا إلى التحديات التي واجهتها مثل هذه المشاريع وبعض الطرق التي فشلت بها هذه المشاريع، كما لاحظوا أيضًا أن محطات الراديو القروية بدت مناسبة تمامًا بسبب جودة الاتصالات الضرورية في المجتمع. كان مشروع الإذاعة البهائية في الإكوادور بمثابة وسيلة لدراسة عملية الاتجاهين من خلال إنشاء محطة إذاعة مجتمعية للمجتمع - وربما كان أول مشروع من نوعه في أمريكا اللاتينية يهدف إلى خدمة الفلاحين كهدف أساسي له مع البرمجة الموجهة نحو التنمية. جمع المشروع بين عناصر الموسيقى الوطنية ومظاهر الخدمة العامة، مثل الإعلان عن المفقودات والموجودات، والرسائل الموجهة للأفراد، والتواصلات الرسمية، مع التطلع إلى تطوير آفاق جديدة في هذا المجال. وقد خضع المشروع لدراسة من قبل أعضاء هيئة التدريس في جامعة نورث وسترن بين عامي 1980 و1982، كما أُجري تقييم موجز له في عام 1983. وقد شملت الدراسة أيضًا مراجعة لمشاريع الإذاعة البهائية في كل من بيرو وبوليفيا، وأسهمت في حصول كورت جون هاين على درجة الدكتوراه عام 1985، ليتولى بعدها العمل في إذاعة WLGI البهائية.

### الإكوادور
تطورت إذاعة البهائية في الإكوادور كوسيلة لخدمة الآلاف من المتحولين في أواخر الستينيات والسبعينيات. قام أحد مواطني مدينة أوتافالو في الإكوادور ورئيس الجمعية الروحية الوطنية بالتحقيق في استخدام الراديو كأداة لنشر الدين وخدمة المجتمعات الناشئة حديثًا. في أوائل عام 1973، استأجر راؤول بافون محطة راديو توريزمو وبدأ في بث أربع عشرة ساعة يوميًا. لم يكن لدى أي من المشاركين أي خبرة سابقة في إدارة محطة إذاعية. كان النجاح الأولي يعتمد على عزف الموسيقى المحلية والوطنية. ومع ذلك،أُلغي عقد الإيجار و حُددت البرمجة البهائية بساعتين يوميًا بينما نُفذ الجانب الناجح من البرمجة. في يوليو 1973 أضافت الجمعية الوطنية هدف إنشاء محطة إذاعية إلى ميزانيتها ولجنة لإعداد البرامج. طورت البرامج وبثها في ثماني مدن، بدءًا من مقاطع مدتها 15 دقيقة وحتى برامج ثنائية اللغة (الإسبانية - الكيتشوا) مدتها ساعة واحدة، للصلوات البهائية، مع الاستعانة بالأدب البهائي بالإضافة إلى معلومات عن مجتمعها العالمي. في عام 1975 نُظم ورش عمل تدريبية لكتاب السيناريو. واستمرت التدريبات الأخرى في عام 1976. بحلول عام 1976، أنتجت اللجنة 1286 ساعة من البرمجة بتكلفة بلغت حوالي 2000 دولار، بالإضافة إلى الوثائق لدعم المشاريع الشقيقة. وفي الوقت نفسه، بدأ التقدم في الحصول على محطة إذاعية في عام 1975 عندما كان الهدف هو تطوير محطة إذاعية للموجات القصيرة لخدمة كافة أنحاء الإكوادور. خسرت الحكومة الطلب الأول للحصول على الترخيص و رُفض الطلب الثاني. في عام 1976، عُدل الطلب من خلال طلب محطة إذاعية AM منخفضة الطاقة والتي حصلت الموافقة عليها أخيرًا في عام 1977 - مع العلم أن الحكومة فرضت شرطًا مفاده أن المحطة يجب أن تكون جاهزة للاختبار في غضون 90 يومًا من بداية البناء - وكان الموعد النهائي للانتهاء والبث هو 27 أكتوبر. شُريت الأرض، ووضع المولد الكهربائي في مكانه، وبدأ فورًا تجميع المباني والمعدات أو تصنيعها. وبفضل الخدمات التطوعية، رُفع الهوائي بتكلفة بلغت نحو 900 دولار. HCRN-1، راديو البهائية في الإكوادور، 1420 قامت شركة kHz بإجراء أول اختبار إرسال لها في 12 أكتوبر بقوة 20 واط. بدأ التدريس بدوام كامل (6 ساعات يوميًا) في 12 ديسمبر. وكانت هناك تحديات تتعلق بالتنسيق وتوظيف الموظفين وكان لابد من التغلب عليها. تمكن المدربون الخارجيون أو الموظفون المحترفون من الحضور في أعوام 1977 و1978 و1980. شُكلت لجنة تضم عادةً شخصًا من السكان الأصليين، وشخصًا من غير السكان الأصليين ("أبيض")، بالإضافة إلى خبراء فنيين، وكبار أفراد المجتمع البهائي، ومحاربًا قديمًا في المحطة. وقد رُوعي في تشكيل اللجنة أن تكون الأغلبية من السكان المحليين، إلى جانب عضو واحد على الأقل يتمتع بالتعليم الكافي والقدرة على إدارة شؤون اللجنة.

ولم يكن من الممكن حتى عام 1981 أن يتمكن مدير مناسب من تولي الخدمة من خلال الجمع بين صفات كونه بهائيًا، ومحترفًا إذاعيًا ذو خبرة، وإكوادوريًا وقادرًا على التطوع. بفضل التغذية الراجعة المنتظمة من المؤسسات ذات الخبرة التي تعمل انطلاقاً من المركز البهائي العالمي، حُفظ على التقدم، وقام الدكتور ديفيد روه، الذي كان آنذاك عضواً في بيت العدل الأعظم، بزيارة المركز في عام 1980 وعمل كحلقة وصل بين محطة الراديو وقسم السمعيات والبصريات في المكاتب الإدارية البهائية. في عام 1980 سافر جميع الموظفين تقريبًا إلى بيرو لتقديم عروض موسعة في مؤتمر الإعلام البهائي الدولي في بونو حيث أنشئت محطة الإذاعة البهائية الثانية. في عام 1981 عُين مارسيلو كوينتيروس مديراً تنفيذياً لإذاعة البهائية الإكوادور بعد أن ارتقى في منصبه أثناء خدمته في المحطة لمدة ست سنوات سابقة. انخرط مارسيلو في البداية في العمل مع المحطة باعتباره الأخ الأصغر للمذيع الذي ترك الخدمة في راديو توريزمو بعد الطريقة التي فُصل البهائيين من عقد إيجارهم، وبالإضافة إلى مارسيلو بدأ ستة آخرون من السكان الأصليين بشكل منهجي في الخدمة في المحطة كموظفين بدوام كامل بالإضافة إلى أعداد أكبر من الموظفين بدوام جزئي بلغ عددهم حوالي 200 شخص بما في ذلك الشباب الأصليين في السنوات الأربع الأولى من تشغيل المحطة. تمكن الموظفون الأصليون من إجراء ورش عمل لموظفين أصليين آخرين، باللغة الإسبانية والكيتشوا، لأول مرة في عام 1981. وشارك موظفو المشاريع في بوليفيا وتشيلي وبيرو في دورات تدريبية متتالية، كما سافر موظفون إكوادوريون إلى بيرو وبوليفيا للمساعدة في تلك المشاريع. وكتبت اللجنة إلى البهائيين التشيليين بشأن تطوير محطة الراديو الخاصة بهم ما يلي:
الشيء الأكثر أهمية والذي لا غنى عنه هو الحفاظ على فريق عائلي سعيد ومحب وحيوي. حاول أن يكون لديك نسبة عالية قدر الإمكان من موظفيك الأصليين. 75% على الأقل. من الأفضل بكثير أن نترك مواطنًا يفعل شيئًا خاطئًا بدلاً من عدم منحه الفرصة عن طريق السماح لأجنبي بفعله.
بحلول عام 1983، أصبح تدريب الموظفين في إذاعة البهائية في الإكوادور بالكامل تقريبًا في أيدي الموظفين الأصليين. كان هناك أيضًا تدريب في مركز أموز جيبسون للتدريب على وسائل الإعلام البهائية في بورتوريكو الذي تديره CIRBAL ( مركز التبادل الإذاعي البهائي لأمريكا اللاتينية). حوالي عام 1983 كانت المحطة تعمل لمدة 15 ساعة في اليوم على الموجة AM و 4 ساعات في اليوم على الموجة القصيرة وكانت التكلفة السائدة للجمعية الروحية الوطنية في الإكوادور على الرغم من أن معظم موظفيها متطوعون لا يتلقون سوى راتب صغير. يقع المكتب في أوتافالو ويرتبط بالمدينة الإذاعية عبر وصلات الميكروويف. بالإضافة إلى المكاتب والاستوديوهات، يضم الموقع الرئيسي قطعة أرض مخصصة للحديقة المجتمعية، ومبنى على طراز تشوساس كقاعة اجتماعات، ويستضيف مؤتمرات إقليمية أيضًا. لقد تطور البث AM الرئيسي إلى 1 كيلوواط عند 1240 كيلوهرتز في عام 1983. الموقع الثاني الذي تخضع مرافقه للصيانة لصالح المحطة هو مركز البث بالموجات القصيرة الواقع قرب إل كاخاس. أما في كايامبي، فيدير غير البهائيين متجر أثاث يُستخدم كمكتب إقليمي، يُمكن من خلاله للسكان المحليين إرسال الأخبار وطلبات البث إلى المحطة.
كان نمط البرمجة الأساسي يتكون من 80% من الموسيقى المحلية أو الوطنية المفضلة لدى السكان الأصليين و20% من الموسيقى الناطقة. يقدم قسم الموسيقى أغاني رُجعت من حيث المحتوى: سواء كانت موجهة إلى الفلاحين أم لا، ومناسبة للوقت الذي شُغلت فيه، وكريمة، ومتناغمة من أغنية إلى أخرى، وشعبية، وتتضمن إصدارات جديدة بشكل صريح. وتضمنت التغييرات في البرمجة التوقف عن بث الموسيقى التي تعتبر صاخبة. وبدلاً من ذلك، بثت المحطة رسائل تدعو الموسيقيين والمجموعات المحلية للتسجيل. في أقل من عام ظهرت 30 أو 40 مجموعة من هذا النوع، إلا أن أغلب الأغاني كانت مخصصة للشرب والخيانة الزوجية. وبدلاً من ذلك، رُكز على الموسيقى المجمعة من المنطقة الأوسع، ومن المهرجانات الموسيقية. كان الشباب "البيض" الأصغر سناً الذين يعملون في المحطة يرغبون في دمج الموسيقى الشعبية. وبدلاً من ذلك، أُكد على عملية المزاجات - بعد صلاة الصباح كانت اختيارات الموسيقى حزينة قليلاً أو عاطفية لخلق مزاج تأملي، ثم موسيقى سعيدة لإلهام الناس للذهاب إلى العمل في حالة من البهجة، ثم في فترة ما بعد الظهر موسيقى تعكس الأسرة والحنين إلى المنزل. في البداية كان البرمجة الحوارية عبارة عن تلاوة بسيطة للأدب البهائي، ولكن بحلول عام 1981 شملت البرمجة الحوارية تغطية مشاريع التنمية في أماكن أخرى. ومنذ نشأتها، كان للدين دور في التنمية الاجتماعية والاقتصادية بدءًا من منح المزيد من الحرية للنساء، وإعلان تعزيز تعليم الإناث باعتباره اهتمامًا ذا أولوية، وقد عُبر عن هذه المشاركة عمليًا من خلال إنشاء المدارس والتعاونيات الزراعية والعيادات. ودخل الدين مرحلة جديدة من النشاط عندما صدرت رسالة بيت العدل الأعظم بتاريخ 20 أكتوبر 1983. وحث البهائيين على البحث عن طرق متوافقة مع التعاليم البهائية، والتي يمكنهم من خلالها المشاركة في التنمية الاجتماعية والاقتصادية للمجتمعات التي يعيشون فيها. في عام 1979 كان هناك 129 مشروعًا بهائيًا للتنمية الاجتماعية والاقتصادية معترفًا بها رسميًا في جميع أنحاء العالم. وبحلول عام 1987، ارتفع عدد مشاريع التنمية المعترف بها رسميا إلى 1482 مشروعا. وفي الإكوادور، بدأت البرامج الحوارية في تغطية الأخبار، ومساعدة المجتمع بعدة طرق، والبرامج الدينية.
تعمدت برامج الأخبار تغطية الأخبار المحلية فقط ما لم تطلب الحكومة تغطية أحداث معينة. تجنبت التغطية تقديم إعلانات سياسية. في عامي 1978 و1979، بُلغ عن 25 حالة ضياع أطفال، وأسفرت هذه الحالات عن العثور على 24 طفلاً. وقد قُتل الطفل المتبقي، واستضافت المحطة خدمات للطفل. وقد قامت مجموعة واسعة من المنظمات بإحضار بيانات إخبارية إلى المحطة - جمعيات الحرفيين والتعاونيات ورجال الإطفاء والمدارس الابتدائية والثانوية وما إلى ذلك. وكانت تُسلم الحيوانات والماشية المفقودة إلى المحطة وانتظار أصحابها. سيُرد على تفشي الأمراض من خلال برمجة معلوماتية. أغرقت برمجة إعلام المواطنين بتوفر المساعدة في الحصول على بطاقات الهوية الوطنية للأميين المكتب المحلي - وقد أُشير إلى هذه الحملة لإنشاء الوثائق باعتبارها واحدة من أنجح الحملات في الإكوادور.
وقد جرت محاولة لربط البيانات الإعلامية الصادرة عن الحكومة وتجربة الفلاحين - فقد حُفر المراحيض ولكن الفلاحين شعروا بأنها ذات قيمة كبيرة بحيث لا يمكن الاحتفاظ بالبراز فيها. بفضل منحة من الجمعية الروحية الوطنية في كندا والوكالة الكندية للتنمية الدولية، عُين موظفين وتطوير برامج لإيصال ردود الفعل من المزارعين إلى الوزارات الحكومية وخاصة في مجال الزراعة. وباستخدام سيارة متنقلة، أجروا مقابلات مع المزارعين وممثلي الوزارة المستجيبين. تُرجم المواد المستوردة من الإسبانية إلى لغة كيتشوا للتغلب على مشاكل اللغة واللهجة والمفردات والشكل (المونولوجات مقابل الحوارات). وطورت برمجة أوسع في لغة كيتشوا مخصصة للبرامج الثقافية بما في ذلك الفولكلور والمهرجانات والحرف اليدوية ورعاية الأطفال والتغذية والإسعافات الأولية والنظافة وما إلى ذلك.
تغطية البرامج الدينية للأعياد التسعة عشر والأعياد المقدسة. وفي شهر أبريل، تضمنت البرامج توجيهات بشأن إجراءات الانتخابات للجمعيات الروحية المحلية البهائية. وكانت هناك برامج عبادة وإعلان بما في ذلك لمحات تاريخية عن الإيمان البهائي.
أُجريت تغطية موسعة للشؤون العامة من مختلف الأنواع. في مرحلة ما، رُفعت مكانة أوتافالو رسميًا إلى مستوى مدينة - حيث طورت العديد من المنظمات برمجة خاصة لهذا الحدث. أنتجت مدارس مختلفة عروضًا، بالإضافة إلى المعهد الأنثروبولوجي المحلي. سُجلت الجلسة الرسمية للمجلس البلدي وبثها. كما غُطيت أحداث أخرى أيضًا: بطولة كرة السلة، وبرامج جديدة بدأت في مدرسة تدريب محلية. بدأ مهرجان موسيقي سنوي مع تأسيس محطة الراديو. استقطب الاحتفال السنوي الأول حوالي 600 شخص في عام 1977. بحلول عام 1979 حضر 2000 شخص. في عام 1980 مُدد المهرجان إلى ثلاثة أيام ليشمل جولات إقصائية في المسابقات بين الموسيقيين. في عام 1981 كانت هناك ست جولات إقصائية، ثم قُلصت الجولات إلى قرى المنطقة بدلاً من المحطة نفسها، وشملت مجموعات زائرة من بيرو وبوليفيا وتشيلي. كما أُطلق مهرجان للأطفال. في عام 1979 قدم 75 طفلاً عرضًا أمام 1000 شخص. في عام 1982، حضر 4000 شخص.

## بنما
وعلى غرار التطور في الإكوادور، يدير المركز الثقافي غوايمي في بنما، على سبيل المثال، محطة إذاعية، ويقيم مهرجانات سنوية للموسيقى والرقص، ومهرجانًا سنويًا للأطفال، ومؤتمرات إقليمية للنساء، ومشاورات منتظمة حيث يمكن لغوايمي وغيرهم من السكان الأصليين التشاور بشأن مستقبلهم، واجتماعات أخرى. كما تقدم التدريب لمعلمي المناهج الثانوية الريفية ولمدرسي محو الأمية للبالغين، وتساعد إحدى عشرة مدرسة في القرية، وتدعم المجتمعات البهائية المحلية في المنطقة من خلال نشر المعلومات حول الرعاية الصحية والزراعة ومواضيع التنمية الأخرى.

## بوليفيا
إذاعة البهائية في بوليفيا هي مشروع خدمة للجمعية الروحية الوطنية.

## محطات
- كانت إذاعة HCRN-1، وهي محطة إذاعية بهائية في أوتافالو بالإكوادور، والتي بدأت في 12 أكتوبر 1977، أول محطة إذاعية بهائية في العالم.
- إذاعة بنما البهائية، التي تأسست في عام 1985، هي محطة إذاعية AM من بوكا ديل مونتي مع برامج وأخبار باللغة الأم الغوايمية، نغابيري، مما يؤدي إلى الحفاظ على فائدة اللغة وفي سرد القصص وتغطية القضايا لدعم التقاليد والثقافة الغوايمية.[8]
- بوليفيا (1984)
- تشيلي (1986)
- بيرو (1986)
- DZDF (1584 كيلو هرتز) راديو البهائية هي محطة FM في كاباناتوان، الفلبين.[9]
- إذاعة WLGI، المعروفة باسم "راديو البهائي"، مرخصة لمدينة همنغواي، ولاية كارولينا الجنوبية، الولايات المتحدة، وتبث على تردد 90.9 FM.

هناك أيضًا العديد من برامج الراديو على الإنترنت التي يديرها البهائيون.
- التردد 19 هو راديو بهائي باللغة الفرنسية.[10]
- بهايراديو هي محطة إذاعية باللغة الفارسية تبث عبر الإنترنت.[11]
- راديو يك جهان: برنامج إذاعي باللغة الفارسية.[12]